# カナクのキセキ
『カナクのキセキ』は、上総朋大による日本のライトノベル。イラストはさらちよみが担当している。第22回ファンタジア大賞金賞受賞作。富士見ファンタジア文庫（富士見書房）にて2011年1月から2012年8月まで刊行された。

## あらすじ
千年前、マールと呼ばれる深紅の髪の魔女がいた。魔法学校を卒業したカナクは、ある目的を胸に秘め、彼女が大陸各地に遺した石碑を独りで巡ることを決意するが、学校一の魔法の天才にして美少女、そしてセレンディア公の娘と三拍子揃ったユーリエも、カナクの旅に同行することとなる。それは、甘く切ない恋の道のり、そして、思いがけない真実へと至る不思議な旅の始まりでもあった。

## 登場人物
カナク
本作の主人公。セレンディア王国の養護施設で育ち、魔法学校を卒業後、マールの石碑を巡礼するためユーリエと共に石碑巡りの旅に出た神官見習い。初登場時の年齢15歳前後(出生が15年前)。
銀色の髪と蒼穹に似た目をした少年。魔法学校に在学していた頃からユーリエに好意を抱いている。ユーリエの事を「清楚可憐でお淑やかな女性だから自分には手の届かない存在」と半ば諦めていた。だが石碑巡りに同行したいと頼み込んできた際にユーリエが本性を現し、好意は変わらないものの彼女に対する考え方を若干変えることになる。
ユーリエの好意に気付かないなど鈍感で不器用な性格だが、困った人に対しては考えるより先に救いの手を差し伸べるほどの心優しさを持つ。その温厚さ故か対等の性格のユーリエには振り回されることが多いが、ユーリエを守るためには危険を顧みず立ち向かっていく勇敢な心の持ち主でもある。また、マールの石碑巡りに出る際もマールの信念に則ってテレポータル（瞬間移動魔法）等の移動魔法系は一切使わないなど生真面目な性格。
幼少の頃からマールに対して並々ならぬ尊敬と崇拝心を持っており、「マールは僕にとって母親の様な存在」を自称するほど。将来の夢はマールの信仰を後世に伝え続ける為の聖神官となることであり、マールの石碑巡りはその第一歩としている。
実は銀獣人という希少な種族で、自分の意思で銀色の人狼のような半獣に姿を変えることができ、変身後の強さは人間の時とは比べ物にならない程。だがその姿ゆえに嫌われる事を恐れて、ユーリエには銀獣人であることを話せないでいる。
ユーリエ
フルネームはユーリエ・リヴァルト。セレンディア公の息女として育つ。セレンディアの魔法学校を卒業後、カナクと共にマールの石碑を巡る旅に出た魔法使いの少女。カナクと同級生のため、初登場時の年齢は15歳前後と思われる。
すみれ色の髪と整った顔つきをした美少女であり、家柄や魔法使いとしての優秀な成績もありセレンディア王国ではその名を知らない者がいないほどと言われている。カナクがユーリエに好意を抱く前からカナクに対して好意を抱いている。
清楚可憐なお嬢様と言われているが、実際はとても我儘で暴力的な性格をしている。カナクに石碑巡りに付いて行きたいと頼む際も始めこそ同意を得るために頼み込むような言い方をしていたが、カナクが拒否したこと(カナクからすれば危険に巻き込みたくないという意思の表れ)に業を煮やし、机を蹴飛ばし脅迫紛いな暴言を吐き散らして半ば同意を得る形となった。酒が入るとさらに狂暴的になる。
その反面、桃と可愛いものが大好きで暗闇が苦手といった女の子らしい一面も持っており、カナクの足手まといになりたくないが故に戦いや人付き合い、カナク自身の身の回りにおいてあらゆる面からサポートをする。
先述の通り、魔法においては優秀な実力を持っており、様々な魔法を使いこなす。また、マールが石碑に込めた魔法を解析したり、幼少の頃から禁呪と呼ばれる魔法まで取得していることからその実力は相当のものであることが窺える。
マール
千年前にアレンシア大陸を放浪し"魔法"という力を人々に広め、後に「暁の賢者」と呼ばれるようになった魔法使いの女性。その一方で関わる人々に次々と不幸や災厄が訪れるとして人々に恐れられ「紅の魔女」とも呼ばれていた。
深紅の髪と瞳を持つ美しい女性だが記憶を失っている。「マール」という名前も気が付いた時に自分がいた場所からすぐ近くの場所にあった「マールの村」から捩った名前であり、本名は自分でも分かっていない。
唯一記憶に残っていた名前も覚えていない“彼”が心の支えとなっており、人助けを信条としていた“彼”の行いを信じ、災厄をもたらす魔女と蔑まれながらも人々を助けたいという信念を持つことになる。
また、彼女が“彼”へのメッセージとして建てた石碑が後にマールの石碑として後世に伝えられることとなる。
アルマ
盗賊ギルド「リュシオルファクル」に所属している黒髪のシーフ。オリビア女王直々にディルギニアへ銀獣人ライカを迎えに行く仕事を依頼される。
ネウ
闇種族(エヴィレイス)ダークエルフであり暁の賢者マールの聖神官。オリビア女王直々にディルギニアへ銀獣人ライカを迎えに行く仕事を依頼される。
レニウス
聖剣ハート・オブ・フレイムの所有者である聖剣士。オリビア女王直々にディルギニアへ銀獣人ライカを迎えに行く仕事を依頼される。
ヤヒロ
ハーフエルフの吟遊詩人。オリビア女王直々にディルギニアへ銀獣人ライカを迎えに行く仕事を依頼される。
ルイ・ソーン
フェルゴート五英雄の一人であり、ソーン音楽団の団長。
大戦士ベイガン
フェルゴート五英雄の一人。タロン生まれ。
スフィア
銀獣人で影法師をしていた。カナクの父親。
オリヴィア
元々の名はレベッカ。カナクの母親であり影法師スフィアの妻。
リーゼ
イストリアル人の姫。フェイエルフとのハーフ。
ラーラネイラ
またの名をラーラ。アレンシアからフェイエリアへ訪れた者の案内役をしているフェイエルフ。イストリアルに迷い込み、アレンシアを旅してミスティカの図書館に所蔵されていた「世界の理(ことわり)」を書いた。

## 用語
石碑巡り
マールが生前に残した4つの石碑を巡回する行為。国家や種族を問わず尊い行為とされており、巡回者には国境の通過などで最大限の優遇がなされる。
暁の賢者/紅の魔女
いずれも原初の魔法使い・マールの呼び名。生前は誰もが蔑んで「紅の魔女」と呼んでいたが、やがて陽種族の間で神的な存在になっていくと「暁の賢者」として崇拝されるようになった。一方、闇種族は千年が経った今も「紅の魔女」と呼び、畏れながらも戦いの神として奉っている。
陽種族（ロウレイス）
人間やフォレストエルフ、ハーフエルフ等から成る種族群。
闇種族（エヴィレイス）
ダークエルフ・トロール・ログナカン等から成る種族群。その領地は例外なく黒い雲に覆われ、陽の差さない暗黒の地となる。
精霊界（フェイエリア）
フェイエルフ達がすむ世界。"現世界"アレンシアからの入り口はあるものの、生きて戻って来られた者はいないという。
夢幻界（イストリアル）
白夢の世界。イストリアル人はアレンシアと行き来できるが、アレンシアにおいて固定を肉体を保持することが出来ない。
現世界（アレンシア）
ほとんどの物語の舞台となる世界。ひとかたまりの大陸に10余りの国家がひしめいている。
黒夢
アレンシア人の悪い夢が実態を持ったもの。その結晶は黒晶石と呼ばれ、手にした者は瞬時に精神を蝕まれ例外なく死に至る。
白夢
アレンシア人の良い夢が実態を持ったもの。黒夢とは正反対の性質を持つ。その結晶は白剛石と呼ばれ、精霊界にすむフェイエルフであれば全員が持っている。黒晶石に比べて密度が薄い。

## 既刊一覧
- 上総朋大（著）・さらちよみ（イラスト） 『カナクのキセキ』 富士見書房〈富士見ファンタジア文庫〉、全5巻
  1. 2011年1月20日発売[3]、ISBN 978-4-8291-3604-1
  2. 2011年5月20日発売[4]、ISBN 978-4-8291-3639-3
  3. 2011年10月20日発売[5]、ISBN 978-4-8291-3691-1
  4. 2012年4月20日発売[6]、ISBN 978-4-8291-3751-2
  5. 2012年8月18日発売[7]、ISBN 978-4-8291-3790-1